# Telipna semirufa
Telipna semirufa är en fjärilsart som beskrevs av Grose-smith och Kirby 1889. Telipna semirufa ingår i släktet Telipna och familjen juvelvingar. IUCN kategoriserar arten globalt som livskraftig. Inga underarter finns listade i Catalogue of Life.